# Spaniocentra undiferata
Spaniocentra undiferata là một loài bướm đêm trong họ Geometridae.